# Skagen
Pour les articles homonymes, voir Skagen (homonymie).
Skagen est la ville la plus au nord du Jutland, au Danemark. Elle a été rendue célèbre par la vivacité de l'École picturale à laquelle ce petit village de pêcheurs du XIXe siècle a donné son nom.
Autrefois dénommée Cimbrorum promontorium par les latinistes, aujourd'hui centre de villégiature recherché, la ville promontoire sur le Skagerrak reste empreinte de son passé et s'appuie également sur son port de pêche dynamique pour assurer son développement. À proximité d'écueils dangereux, la pointe de Grenen, où le conflit des courants de la mer du Nord et de la Baltique attire de nombreux touristes, et les dunes, dont certaines ont été volontairement laissées non fixées pour mieux étudier leur évolution, constituent des buts de promenades appréciés.

## Histoire

### Début de l'histoire
Les lieux où se trouve la ville aujourd'hui sont mentionnés dès le Ier siècle de notre ère par Pline l'Ancien.

« Promenturium Cimbrorum excurrens in maria longe paeninsulam efficit quae Tastris appellatur" (Book IV, 97)
Le promontoire des Cimbres court loin dans les mers ce qui forme une péninsule, qui est appelé Tastris. »

C'est la seule fois que le nom Tastris est évoqué. En 1284, on trouve la forme Skaffuen, ce qui signifie en vieux danois simplement "odde" en danois moderne, soit, en français,"étroit promontoire",.
Le premier bâtiment construit dans les environs, à Højen, sur la cote ouest de la péninsule, date du XIIe siècle. Il appartient à Trønder, un berger qui est également devenu le premier pêcheur de Skagen. Autour de 1340, Vesterby, sur la côte Est (au sud-ouest du port d'aujourd'hui), se développe et devient le village principal. Plus au sud-ouest, l'église Saint-Laurent est bâtie à la fin du XIVe siècle. En 1413, Éric de Poméranie donne à Skagen le statut de bourgade ce qui fait de la localité, pendant un certain temps, la plus grande communauté de Vendsyssel (en), avec une population qui compte jusqu'à 2 000 habitants.
En 1549, un lycée est ouvert (fermeture en 1739), et en 1561 le premier phare de Skagen est construit. En 1568, environ 350 bateaux de pêche et navires de commerce font naufrage au large de Skagen.
Dans les années 1590, les tempêtes successives conduisent non seulement à de nombreuses noyades mais aussi à des inondations, détruisant bien des maisons. En 1591, il y a 22 morts dans une inondation, et en 1593, 14 maisons sont emportées. En 1595, 25 fermes de la région sont recouvertes de sable de dérive. En conséquence, de nouveaux logements sont construits à Østerby au nord-est, loin du sable.

### Entre leXVIIesiècleet leXIXesiècle

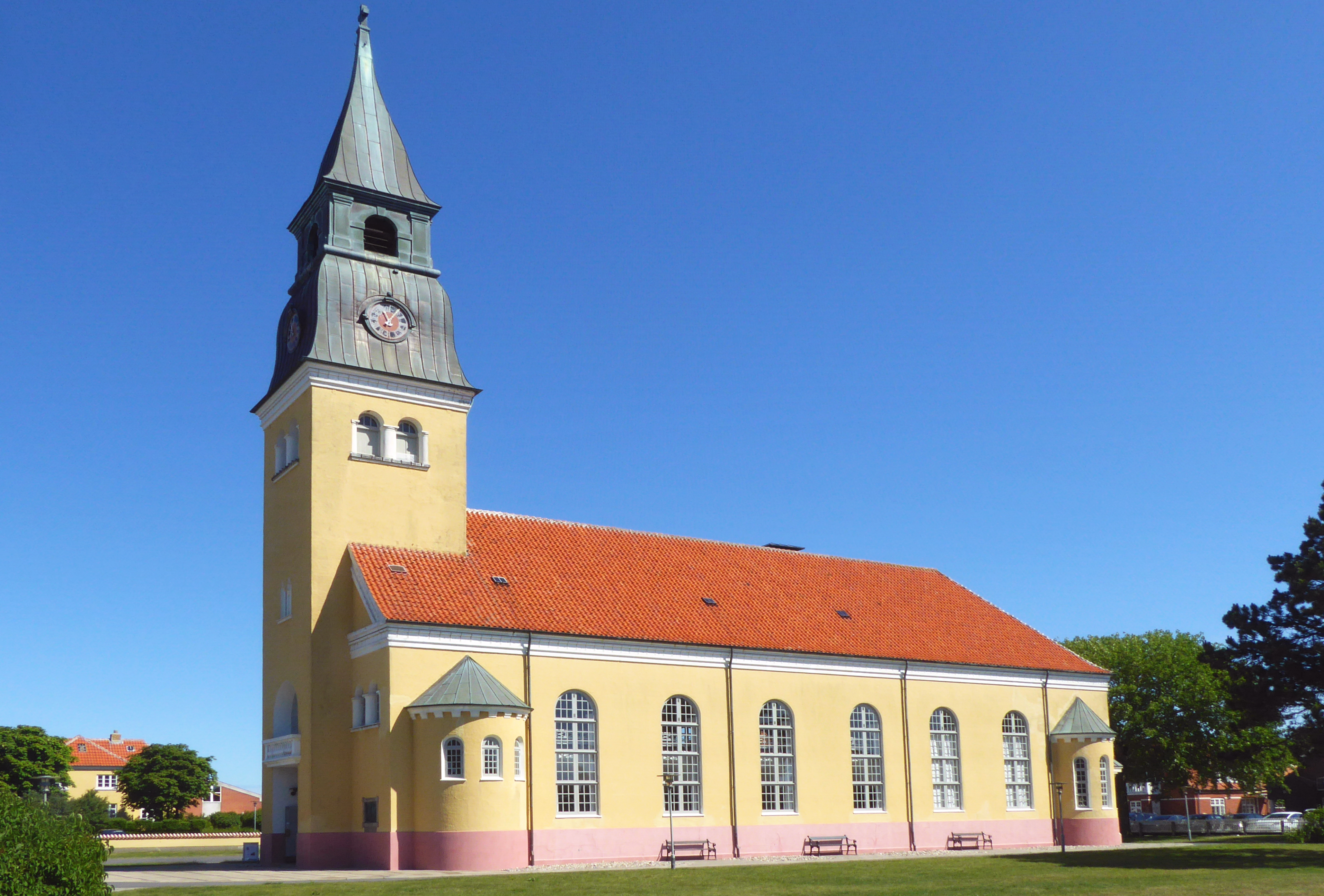
L'église de Skagen (2018).

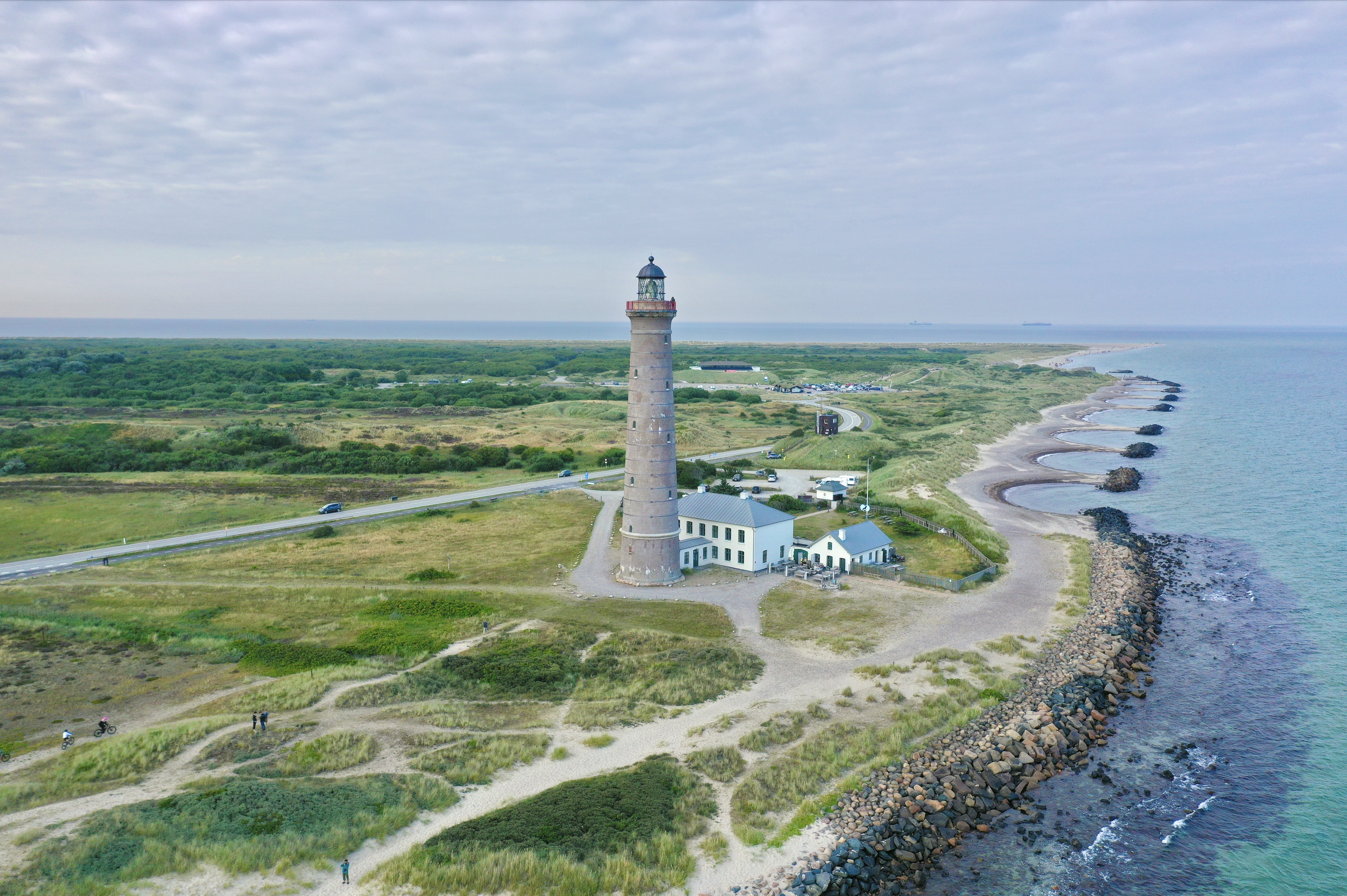
Phare de Skagen.

Au XVIIe siècle, la pêche souffre d'une baisse des stocks de hareng. Peu de temps après le début de la Guerre de Torstenson, l'armée suédoise s'empare de la ville en janvier 1644 et la pille,. Le phare blanc de Skagen et l'habitation du gardien sont construits en 1747. En 1775, les accumulations de sable de dérive rendent difficile l'accès à l'église Saint-Laurent, ce qui conduit finalement à la fermeture et la démolition partielle de celle-ci en 1795. Les objets restants sont vendus aux enchères en 1810. L'église Saint-Laurent est remplacée par l'église de Skagen, à son achèvement en 1841, cette dernière étant remaniée dans le style local par Ulrik Adolph Plesner en 1910.
En une seule journée en 1825, 23 navires s'échouent au large de la côte. En 1833, Martinus Rørbye devient le premier artiste à peindre les pêcheurs et les paysages de Skagen, presque un demi-siècle avant l'arrivée des peintres de Skagen. La première maison d'hôtes dans la ville ouvre en 1844. En 1858, le phare gris est inauguré. La même année, des arrêtés sont pris spécifiant les exigences de construction, y compris la réalisation de toits de tuiles dans les cinq ans. Skagen est frappée par l'épidémie de choléra de 1853.
Hans Christian Andersen visite la ville en 1859. Pendant son séjour à l'Hôtel Brøndum, la future peintre Anna Ancher, fille de l'aubergiste, naît,. En 1871, l'auteur Holger Drachmann et les peintres Fritz Thaulow et Karl Madsen arrivent à Skagen, la première vague de la colonie d'artistes qui sera connues sous le nom de "peintres de Skagen". Ils sont suivis par Carl Locher en 1872, Michael Peter Ancher en 1874 et Peder Severin Krøyer en 1882.
En 1879, l'Association des pêcheurs de Skagen est créée dans le but de faciliter l'industrie locale de la pêche par l'arrivée du chemin de fer. En 1890, la ligne de chemin de fer, Skagensbanen, relie la ville à Frederikshavn, reliant la ville au reste du Danemark. Les voies ont été élargies en 1916 pour éviter la nécessité de transférer les cargaisons de poissons à Frederikshavn. Beaucoup de maisons jaunes aux toits rouges, typiques de la ville, construites le long de "Sankt Laurentii Vej" entre 1890 et 1930, sont conçues par Ulrik Plesner. Il a également été l'architecte de nombreux autres bâtiments dans la ville, y compris la station de chemin de fer, l'Hôtel Brøndums et le musée de Skagen. La "Skagen Missionshus" (maison des missions) est ouverte en 1896.

### Depuis leXXesiècle
|                                                                        |  |  |
| À gauche : Christian X. À droite : reine Alexandrine à Skagen en 1913. |  |  |

Le port de pêche est construit entre 1904 et 1907 avec des sections intérieures et extérieures sous le patronage de l'ingénieur en génie maritime Palle Bruun (en). Il est  inauguré le 20 novembre 1907, et des ajouts ultérieurs sont faits pour le stockage frigorifique et l'industrie de transformation du poisson. Les entrepôts à côté du port ont été conçus par Thorvald Bindesbøll.
Au début des années 1910, Christian X et la reine Alexandrine visitent souvent Skagen avec le yacht royal Dannebrog Kongeskibet (en). Ils viennent occasionnellement par le train avec des amis d'autres monarchies européennes et logent dans les hôtels Brøndum et Grenen. Ils se prennent à aimer l'endroit et se lient  d'amitié avec de nombreux artistes de la ville. Christian X achète des terres dans le voisinage et construit la résidence d'été Klitgården pour l'offrir à sa femme. Conçue par Ulrik Plesner, avec des meubles fournis par Marie Krøyer, la villa est inaugurée le 11 avril 1914, avec les habitants de la ville pour célébrer l'événement. Klitgården est par la suite décorée intérieurement par des artistes locaux. Elle est transmise au prince Knud et à Caroline-Mathilde de Danemark, et après la mort de Caroline en 1995, elle est transformée en une maison de retraite pour les chercheurs en 2000. Le compositeur Carl Nielsen fréquente également Skagen dans sa jeunesse, et il achète une parcelle de terrain sur Vestre Strandvej à Vesterby en 1918 avec sa femme sculpteur Anne Marie Carl-Nielsen, en utilisant l'une des deux petites maisons à colombages comme une résidence et studio. Ils la nomment "Finis Terrae", signifiant "fin du monde ". La famille Nielsen est propriétaire jusqu'en 1957 quand ils vendent à Frode Jensen, un fabricant de machines.

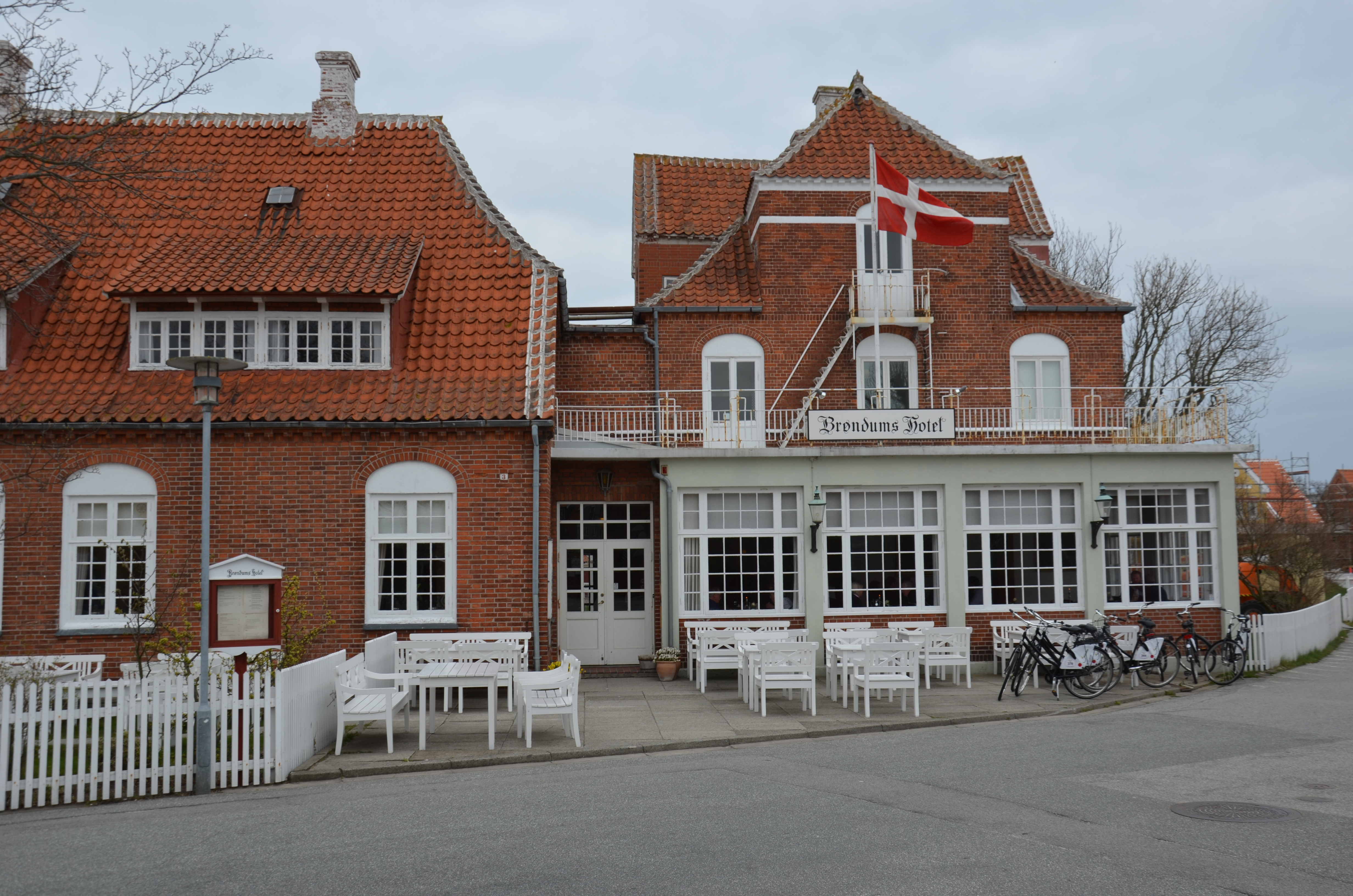
L'hôtel Brøndum.

Dans les années 1930, le développement du tourisme dans la ville conduit à l'ouverture de nouveaux hôtels. En 1931, les habitants de Skagen et leurs célèbres amis font campagne pour réclamer la construction d'un monument sur la place de la ville, à la mémoire des pêcheurs et des canotiers du Jutland. Anne Marie Carl-Nielsen est chargée de construire une statue de 3 mètres de haut en bronze représentant un canotier en costume avec une bouée de sauvetage. Le monument est présenté dans une salle d'exposition à Copenhague au printemps de 1931, avant la collecte de fonds qui lui permet d'être transporté par la mer à Skagen, le 10 novembre 1932. En octobre 1938, la foudre frappe le Badehotel, affectant l'aile contenant les salons et les salles de musique. Pendant la Seconde Guerre mondiale, l'hôtel est occupé par les Allemands, jusqu'à sa démolition en 1943. D'autres équipements sont créés dans les années 1950[Lesquels ?]. Depuis les années 1960, des lotissements sont construits au nord, formant une agglomération s'étendant jusqu'à Højen. La maison d'Anna et Michael Ancher est ouverte sous la forme d'un musée en 1967 et le nouvel hôtel de ville est achevé en 1969,. Le Festival de Skagen est fondé en 1971, ce qui en fait le plus ancien festival de musique du pays. Le genre principal est la musique folklorique. En 1977, la maison Drachmann est cambriolée et quatre tableaux sont volés, puis en 1980, une peinture de Christian Krogh est volée du musée de Skagen. Plusieurs incendies et incidents industriels surviennent dans les années 1980: en 1981, une nappe de pétrole affecte le littoral; en 1985 une bombe artisanale explose à l'école Ankermedet; la fabrique de glace est affectée par un incident chimique en 1989. Une nouvelle usine de crevettes ouvre dans la zone industrielle en 1991, alors que le cinéma local ferme en 1993. Un incendie majeur se propage dans la lande de Hulsig en 1996.

## Peintres de Skagen

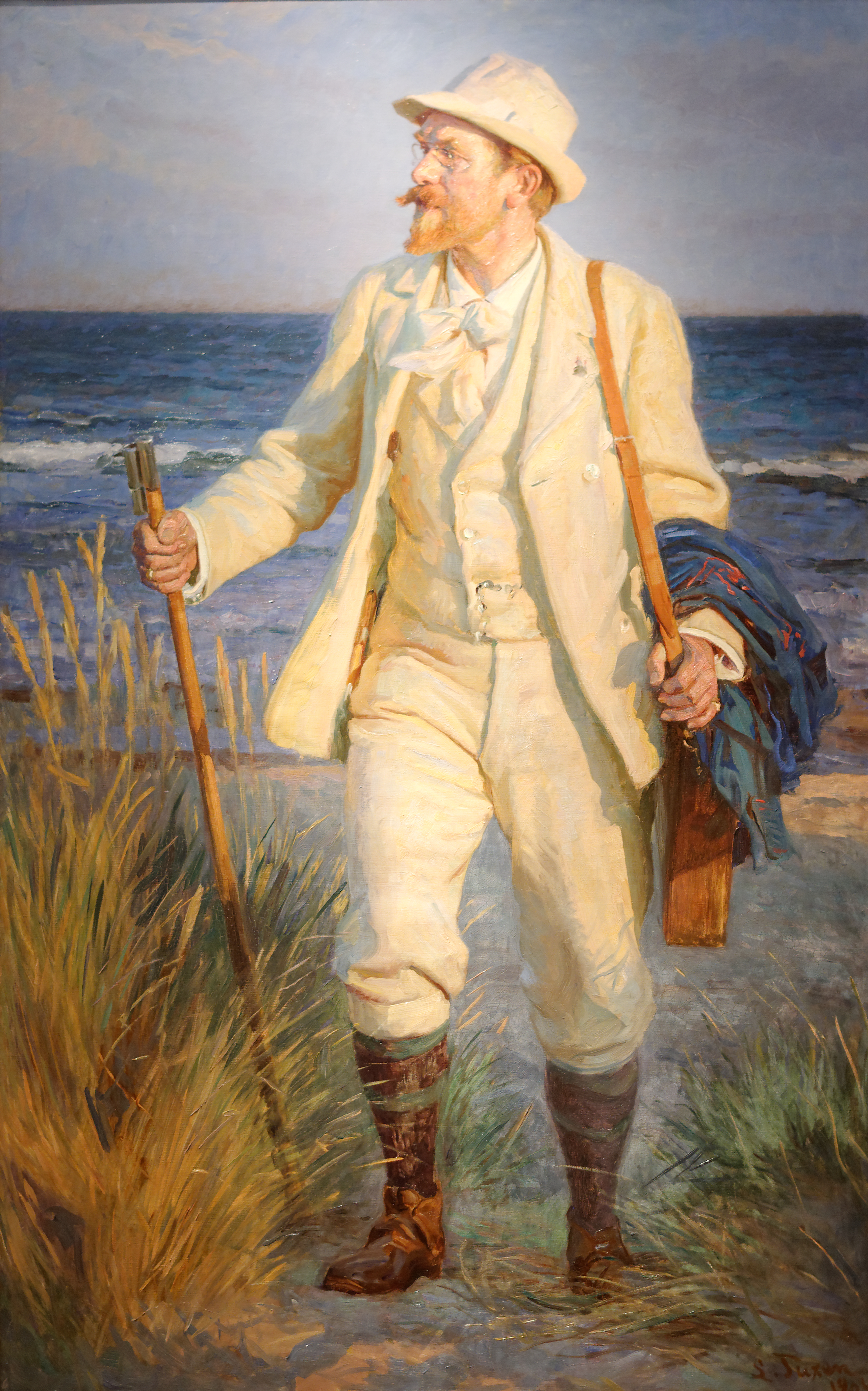
Portrait de Peder Severin Krøyer par Laurits Tuxen, 1904.

Au XIXe siècle, plusieurs peintres, qui deviendront connus sous le nom de peintres de Skagen, prennent l'habitude de se regrouper pour profiter de la lumière exceptionnelle créée par la conjonction des eaux de la mer du Nord et de la Baltique, et fixer sur la toile la vie rude des habitants.
Autour de Michael Peter Ancher et Anna Ancher, se regroupent notamment les peintres Peder Severin Krøyer et Marie Krøyer, Christian Krohg, Viggo Johansen, Carl Locher, Karl Madsen, Lauritz Tuxen.

## Jumelages
La ville de Skagen est jumelée avec :
- Farsund (Norvège) ;
- Kristinehamn (Suède) ;
- Seinäjoki (Finlande) ;
- Qingdao (Chine) ;
- Kuala Terengganu (Malaisie) ;
- Sisimiut (Groenland).

## Galerie photographique

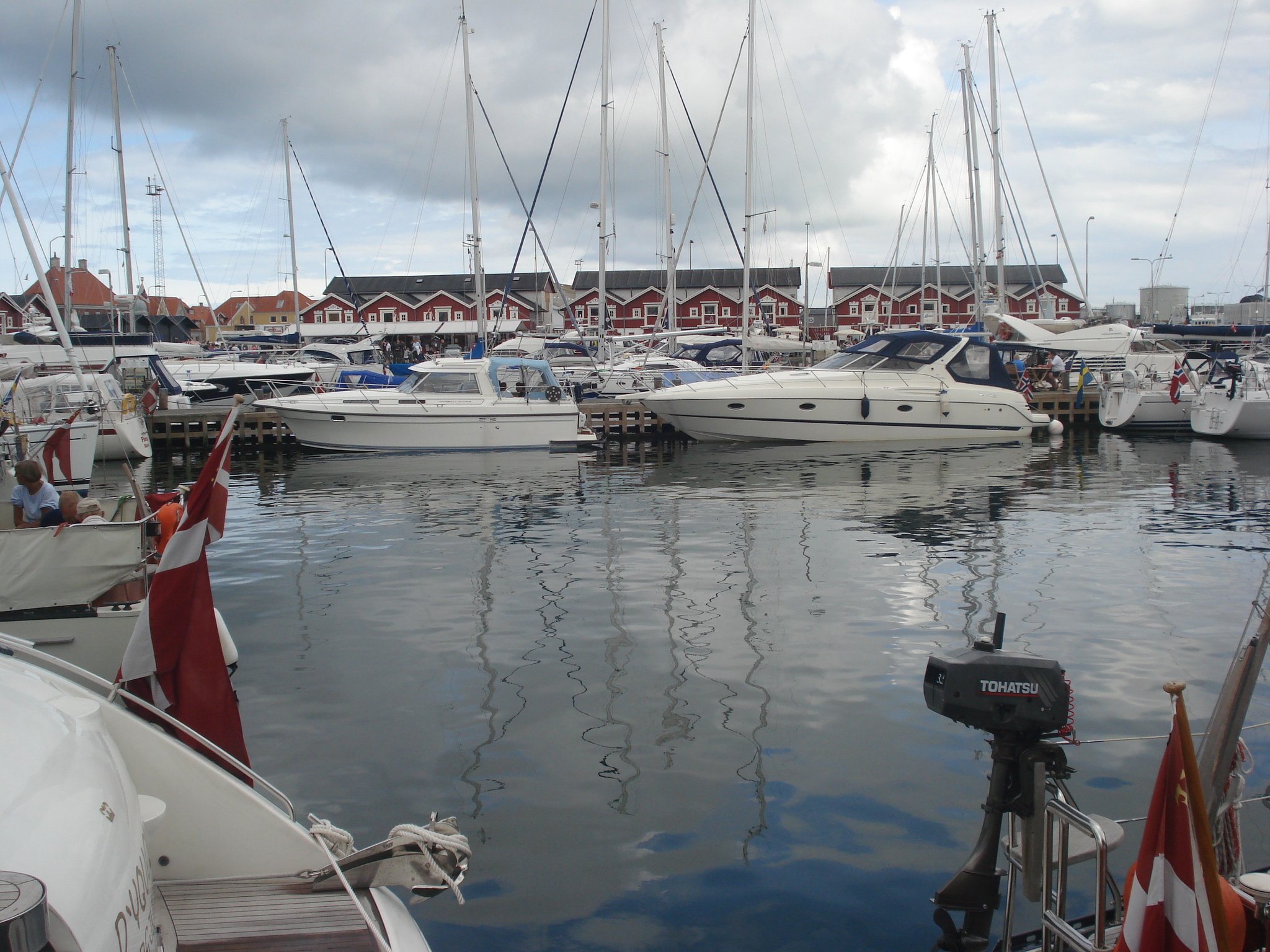
Port de Skagen.
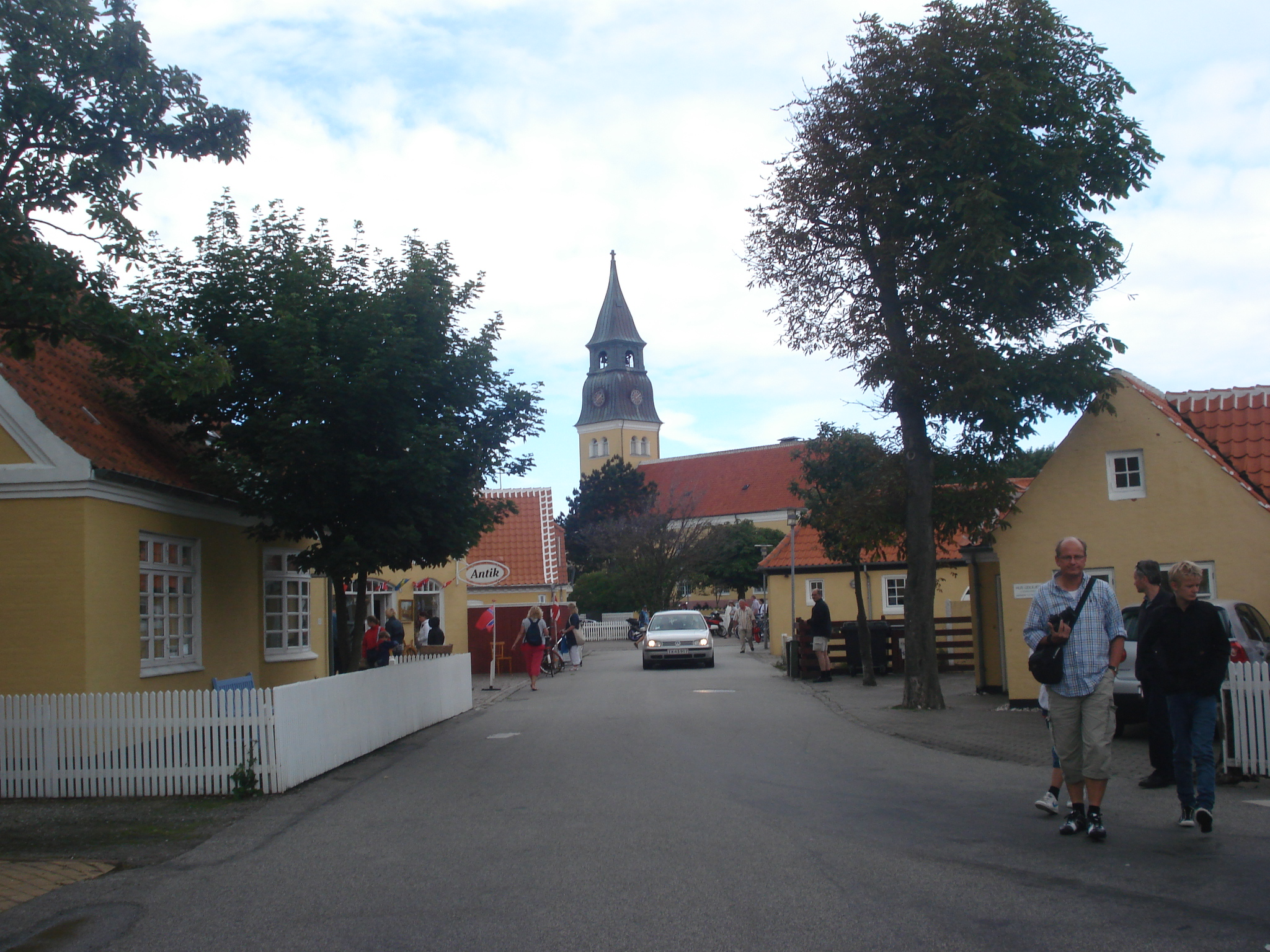
Centre-ville de Skagen.
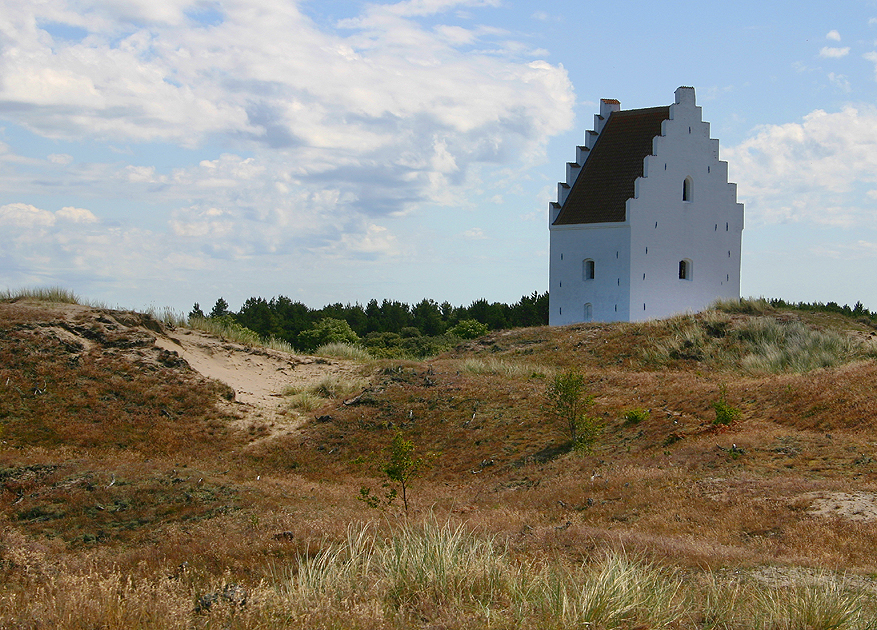
Clocher de l'église ensevelie de Skagen.
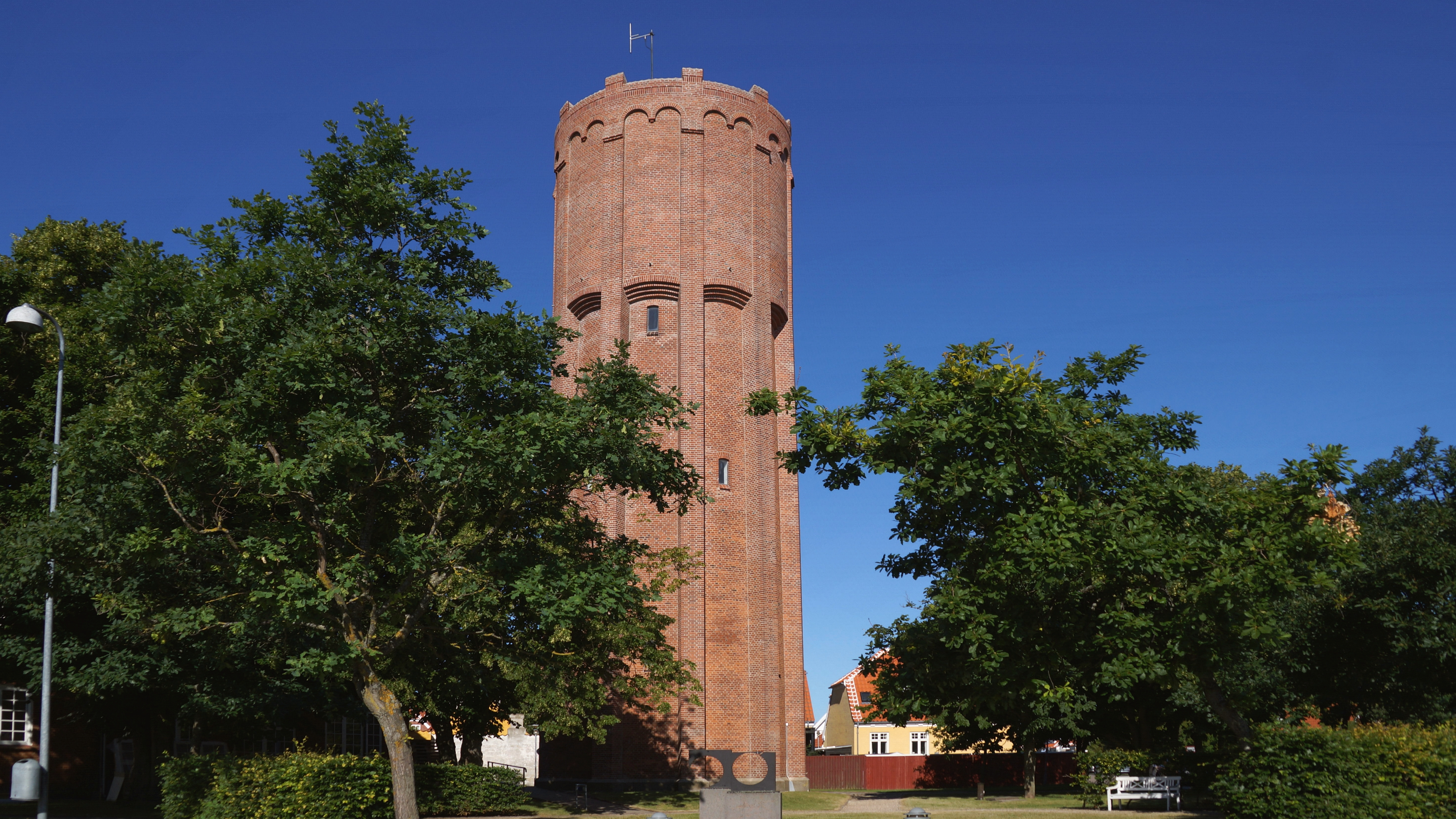
Château d'eau de Skagen.
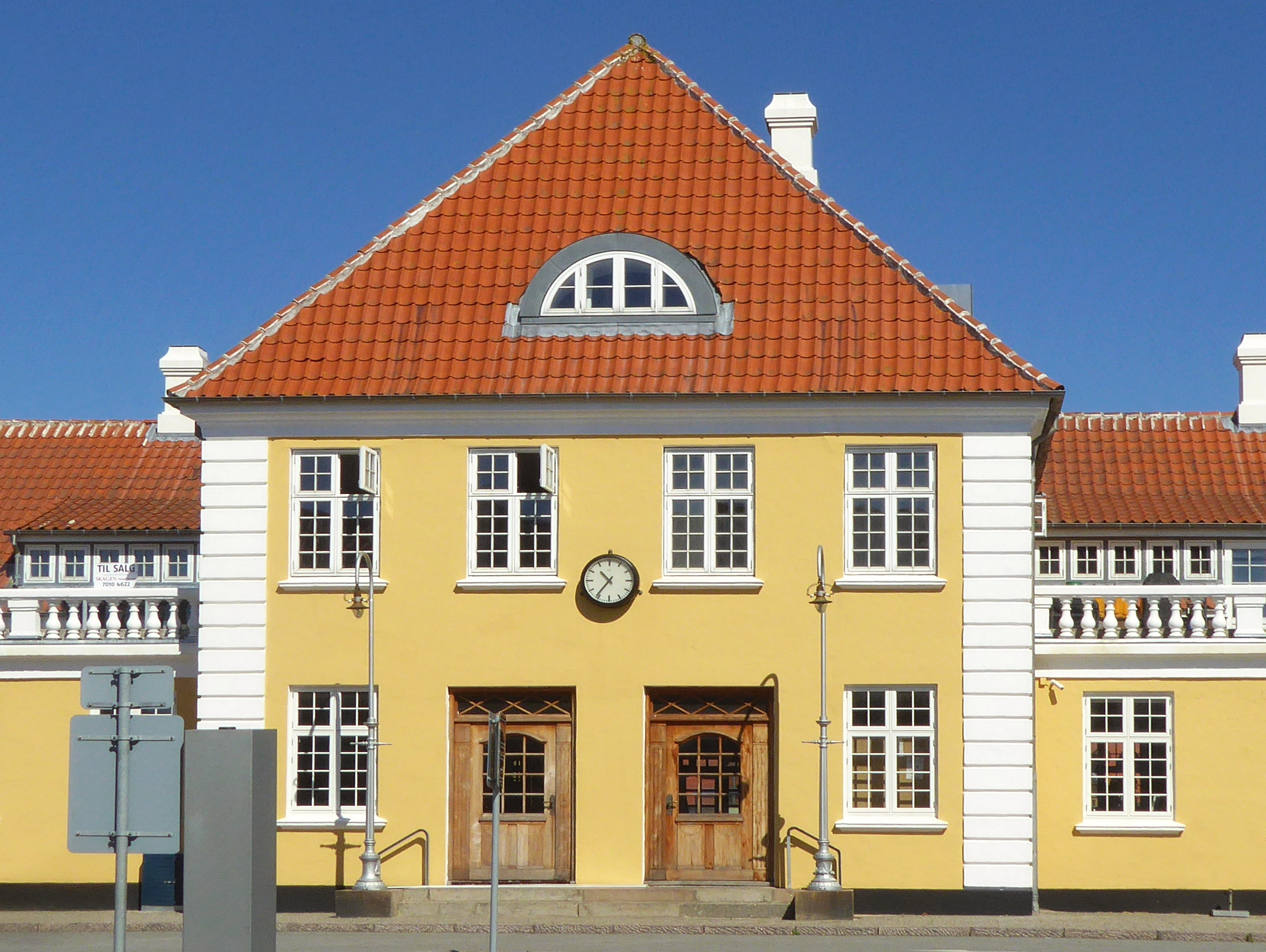
Gare de Skagen.

## Skagen dans les arts
Dans son roman L'Abominable Sirène, l'auteur Gérard de Villiers fait se dérouler une grande partie de son roman, qui se déroule en juin 1968, dans ce port de pêche.
Dans son livre Tous les hommes n'habitent pas le monde de la même façon publié en 2019, Jean-Paul Dubois y fait naître le père de son héros, Paul Hansen, et y situe plusieurs scènes.
Dans Les Contes d'Andersen, plus précisément dans "Une histoire des dunes", l'auteur fait évoluer le personnage du conte dans les alentours de Skagen.
Dans son EP Courage, la chanteuse Meimuna intitule une de ses chansons Skagen.

## Personnalités nées à Skagen
Anna Ancher (1859-1935), peintre.